# Prescottia auyantepuiensis
Prescottia auyantepuiensis är en orkidéart som beskrevs av Germán Carnevali och Gustavo Adolfo Romero. Prescottia auyantepuiensis ingår i släktet Prescottia och familjen orkidéer. Inga underarter finns listade i Catalogue of Life.